# Dombó (Ukrajna)
Dombó (ukránul: Дубове [Dubove], románul: Dâmbu) szeliscse Ukrajna Kárpátontúli területén, a Técsői járásban. A Tarac folyó völgyében terül el, 30 km-re a járási székhelytől, Técsőtől. Lakossága 2006-ban 8900 fő volt.

## Története
A település a 10. században jött létre. Első írásos említése 1336-ból való. Története során több évszázadon keresztül a Magyar Királysághoz tartozott Dombó néven. 1755-ben erdészeti központ lett, ami a lakosság számának növekedéséhez vezetett.
A trianoni békeszerződés előtt Máramaros vármegye Taracvizi járásához tartozott.
1910-ben 3984  lakosából 80 magyar, 831 német, 3072 ruszin volt. Ebből 3099 görögkatolikus, 722 izraelita volt.
Az első világháború után, 1919-ben a mai Kárpátaljával együtt Csehszlovákiához került, ekkor kapta a Dubove nevet. Az 1930-as években lakossága már meghaladta a négyezer főt. Kárpátalja 1938-as visszacsatolását követően a település ismét Magyarország része lett. A második világháború alatt a lakosság 16%-át kitevő zsidó lakosságot deportálták. A területet 1944 őszén foglalta el a szovjet Vörös Hadsereg. 1971-ben kapott városi jellegű település rangot. 1945-ben Kárpátaljával együtt az Ukrán SZSZK része lett. 1991-től az újonnan létrejött Ukrajnához tartozik.
A település életében jelentős fejlődést hozott a dubovei helikoptergyár 1969-es megnyitása. Az ipartelepítést követően a település lakossága elérte a 10 ezer főt. A helikoptergyár szovjet Mil helikopterek sárkányszerkezetének egyes szerkezeti elemeit, valamint egyéb könnyűfém szerkezeteket gyártott. A helikoptergyárban gyártottak a Tupoljev A–3-as aeroszánt is. Az 1980-as években a gyár felkészült a Mi–34 könnyű helikopter sárkányszerkezetének gyártására is, de a Szovjetunió felbomlása miatt a tényleges sorozatgyártásra már nem került sor. Dombón csupán néhány befejezetlen Mi–34-es sárkányt építettek. A gyár a Szovjetunió felbomlása miatt elveszítette ipari kapcsolatait és piacait, így a gyár tevékenysége jelentősen visszaesett. Ez kihatással volt a településre is, az ipari munkásság egy része elvándorolt, a település lakossága 9 ezer fő alá csökkent.